# Matteo Madao
Matteo Madao (Ozieri, 9 de gener de 1723 - Càller 1800) fou un religiós i escriptor sard. Fill de Pietro Madao Cocco i de Martina Cossu Pinna. Estudià a Ozieri i allí va ingressar a la Companyia de Jesús. Es dedicà a l'estudi de teologia i filosofia. Quan l'orde fou abolida es retirà al monestir de San Michele a Càller, on hi va romandre fins a la seva mort. Estudià profundament la història i les antiguitats sardes i compilà un diccionari de 100.000 paraules sardes, alhora que va compondre alguns versos en sard.

## Obres
- Saggio d'un opera intitolata il ripulimento della lingua sarda (1782)
- Le Armonie de’ sardi opera dell'abate Matteo Madau (1787)
- Versione de Su Rithmu Eucaristicu cum paraphrasi in octava rima facta dai su latinu in duos principales dialectos (1791)